# Třída Lampo
Třída Lampo byla lodní třída torpédoborců italského námořnictva. Celkem bylo postaveno šest jednotek této třídy. Torpédoborec Freccia roku 1911 ztroskotal. Ostatní byly nasazeny za první světové války. Vyřazeny byly ve 20. letech.

## Stavba
Celkem bylo postaveno šest jednotek této třídy. Jejich stavbu zajistila německá loděnice Schichau-Werke v Elbingu. Do služby byly zařazeny v letech 1900–1901.
Jednotky třídy Lampo:
| Jméno   | Založení kýlu | Spuštěna           | Vstup do služby | Osud |
| ------- | ------------- | ------------------ | --------------- | --- |
| Lampo   | 1899          | 7. října 1899      | červen 1900     | Vyřazen 1920. |
| Freccia | 1899          | 23. listopadu 1899 | květen 1902     | Dne 12. října 1911 ztroskotal v ústí přístavu v Tripolisu.                                                                           |
| Dardo   | 1899          | 7. února 1900      | březen 1901     | Vyřazen 1920. |
| Strale  | 1899          | 19. května 1900    | červenec 1901   | Vyřazen 1924. |
| Euro    | 1900          | 27. srpna 1900     | říjen 1901      | Roku 1921 reklasifikován na torpédovku. Využíván i jako cvičný cíl. Roku 1924 přejmenován na Strale a ještě ve stejném roce vyřazen. |
| Ostro   | 1900          | 9. února 1901      | prosinec 1901   | Vyřazen 1920. |

## Konstrukce

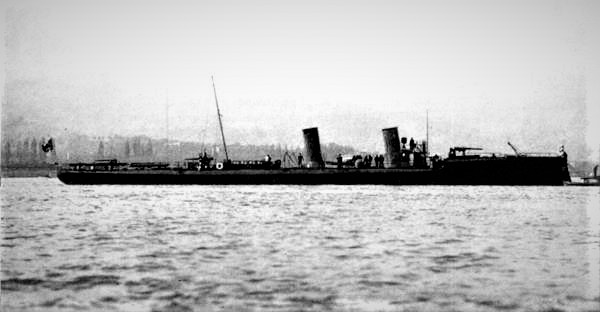
Strale

Výzbroj tvořil jeden 76mm kanón, pět 57mm kanónů a dva jednohlavňové 350mm torpédomety. Torpédoborce Strale a Ostro se lišily jednotnou hlavňovou výzbrojí šesti 57mm kanónů. Pohonný systém tvořily čtyři kotle Thornycroft a dva trojčinné parní stroje o výkonu 5230–5998 hp, pohánějící dva lodní šrouby. Nejvyšší rychlost dosahovala 30 uzlů. Dosah byl 2000 námořních mil při rychlosti dvanáct uzlů.

### Modernizace
Roku 1915 byly přeživší torpédoborce vybaveny pro nesení dvanácti námořních min.